# S155
De S155 is een stadsroute in de gemeente Zaanstad, provincie Noord-Holland. De weg begint op de S150 en de N516. De route volgt een tracé dwars door Zaandam. Onderweg kruist de S155 de rotonde waar de A7 begint (richting het oosten) en overgaat in de S151 (richting het westen). De stadsroute loopt 1 kilometer voor het einde dubbel met de S153 en eindigt uiteindelijk als afrit van de A7.
De S155 is ongeveer 7,5 kilometer lang.
 ·  ·  ·  ·  · 